# I Liceum Ogólnokształcące im. Henryka Sienkiewicza w Świebodzinie
I Liceum Ogólnokształcące im. Henryka Sienkiewicza w Świebodzinie – szkoła ponadpodstawowa w Świebodzinie.

## Historia

### do 1945
Budynek przy ul. Chopina 2 zbudowano w latach 1902–1905. W obiekcie tym, przed II wojną światową mieściła się niemiecka szkoła żeńska (j. niem. Madchen Volksschule). Kilka lat później przystosowano wnętrze budynku, wydzielając piętro dla chłopców.

### 1945–1950
15 sierpnia 1945 r. jest najczęściej podawaną datą powstania Liceum Ogólnokształcącego w Świebodzinie. Działalność szkoły rozpoczęła się od zakrojonej na szeroką skalę akcji kompletowania pomocy naukowych. Dzięki ogromnemu zaangażowaniu uczniów, nauczycieli i rodziców, zdobywano sprzęt dydaktyczny i inne przedmioty niezbędne dla szkoły. Przede wszystkim szybko rozrastał się księgozbiór, który już w 1947 r. liczył 1612 pozycji i był w tym czasie największym biblioteką na terenach ziemi lubuskiej.
Na początku 1946 r. stacjonujące w Świebodzinie wojska radzieckie opuściły zdewastowany budynek w parku Chopina. Po przejęciu nieruchomości, natychmiast przystąpiono do jego gruntownego remontu. Zakres prac obejmował m.in.: szklenie okien, naprawy drzwi i schodów oraz odbudowę wszystkich instalacji. Po pierwszym etapie do użytku nadawały się tylko parter i 1. piętro (2. piętro wyremontowano w 1947 r.). Rok szkolny 1946/47 rozpoczęto w częściowo odremontowanym budynku, który rozpoczęło 352 uczniów, w tym klasa II licealna (maturalna), którą ukończyło ze świadectwem dojrzałości pierwszych 34 absolwentów.

### 1951–1970
Całkowity remont szkoły, przede wszystkim z powodu braku funduszy, wydłużył się do 1951 r.

## Dyrektorzy szkoły
- Witold Żarnowski 1945–1952
- Józef Wydrzycki 1953–1963
- Włodzimierz Zarzycki 1963–1979
- Henryk Goździński 1979–1985
- Szymon Pyrcz 1985–2007
- Sławomir Pawlak 2007–2012
- Damian Wentland 2012–2019
- Iwona Czerniawska od 2019

## Znani absolwenci
- Piotr Rysiukiewicz
- Agnieszka Rysiukiewicz
- Mirosława Stachowiak-Różecka